# サンドリッジ
サンドリッジ（Sundridge、1898年 - 1923年）は、イギリスのサラブレッドの競走馬、および種牡馬である。現役時代はスプリンターとして名を馳せ、種牡馬としても1911年にイギリスリーディングサイアーに輝くなど活躍した。

## 経歴

### 若駒時代
母馬シエラを所有していたサミュエル・スコット卿の牧場で生産されたサラブレッドである。同氏の所有のもとで競走馬として登録されたが、デビューする段となった2歳の夏ごろに腰を悪くし、それの治療のため3か月が費やされた。実際にデビューしたのはその年の競馬開催も終わり際の10月24日に行われたセーリング競走（クレーミング競走）で、ここは着外に終わっている。
翌年となる1901年、3歳時はクラシック路線には登録されず、古馬との対戦を含む短距離戦を中心に使われていった。その年の初戦は5月1日、ニューマーケット競馬場で行われていた5ハロン戦（約1006メートル）のヒースハイウェイトハンデキャップで、古馬が相手ながらも104ポンド（約47.2キログラム）という軽ハンデを活かして初勝利を手にした。それから間もなくの5月9日に登録されたチェスター伯爵ウェルターハンデキャップでは、前走とは打って変わって127ポンド（約57.6キログラム）と重めのハンデを課せられることになったが、114ポンドを背負ったシルバーハンプトンという馬を3馬身差の2着に抑えて連勝を飾った。
以後も短距離戦において結果を残していった。エプソム競馬場で行われたロイヤルステークスでは5歳馬マスターワイリーに敗れたが、翌戦ジュライハンデキャップ（6ハロン・約1207メートル）ではふたたび与えられた104ポンドという軽ハンデにも恵まれて勝利し、その次ポートランドプレート（ドンカスター競馬場・5ハロン）では同父のデュードネに4分の3馬身差の2着に入っている。
一方、この年短距離戦以外にも10ハロン超の競走にも挑戦しているが、プリンスエドワードハンデキャップ・リッチモンドプレート・クロックステスプレートの3競走でいずれも着外に沈む結果であった。11月にはふたたび短距離に路線変更し、5ハロン戦のチャッツワースプレートで勝ちを挙げている。サンドリッジの3歳時はこれで幕を閉じた。

### 短距離界の王者へ
4歳の年明け初戦はケンプトンパーク競馬場のテディントンプレート（6ハロン）で、トップハンデながらも2着の馬に2馬身の差をつけて勝利した。続くロイヤルステークスでは昨年に続いてふたたび敗れたが、その翌戦ジュライカップでは優勝を飾っている。
しかしハンデが重く課せられるようになったこともあり、この後はしばらく不振に見舞われるようになった。なかなか勝ちを得ることが叶わず、その年の最後の競走となったチャッツワースプレートでようやくひさびさの勝利を得るまで6戦を要している。
こういった経緯もあり、スコット卿はサンドリッジの競走能力に限界が来ていることを感じ、この年の末に同馬をニューマーケットのディセンバーセールに出品した。これをジェームズ・バーナート・ジョエルが1450ギニーで購入し、ジョエル兄弟の預託するチャールズ・モートン調教師のもとで5歳時を迎えることになった。
5歳時の初戦はふたたびテディントンプレートでこれを連覇、その翌戦ロイヤルステークスでは3回目の挑戦にして136ポンド（約61.7キログラム）を積みながらも、オークスの勝ち馬キャップアンドベルズを制して初めての勝利を手にした。さらに続くキングススタンドステークスとジュライカップでは、どちらの競走でも142ポンド（約64.4キログラム）もの酷量を課せられるが、ともに優勝を飾っている。スチュワーズカップこそスタートの出遅れによって4着に敗れるが、続く8月のデワーレンハンデキャップでは、最高ハンデ差50ポンドのなかのトップハンデ137ポンド（約62.2キログラム）を背負って優勝している。
この年の最終戦は、年末のハーストパーク競馬場で行われたルブリゾンという馬とのマッチレースで、ここは20ポンドの斤量差もあってか2馬身差で敗れている。この一戦のあと、サンドリッジは喘鳴症（のど鳴り）が発現するようになり、以後もこれを引きずったまま6歳を迎えることになった。
このころになるとサンドリッジと他馬とのハンデキャップ差は大きく広がり、明らかにサンドリッジを苦しめた。6歳初戦の一般戦でも、144ポンド（約65.3キログラム）を積んでいたサンドリッジが、88ポンド（約39.9キログラム）の軽ハンデ馬に敗れて2着になっている。しかし酷量を課せられても勝ち星を挙げており、シーズン2戦目にはキングススタンドステークスで142ポンドを積まれながらも連覇を飾り、さらにジュライカップも同斤量で制覇し、同競走3連覇を達成した。
その後も常に重い斤量を積みながら、短距離の大競走で勝ち負けを繰り返した。この年もスチュワーズカップは着外に終わるが、続いてのデワーレンハンデキャップは139ポンドを積んで連覇している。ポートランドプレート2着のあと、スネイルウェルステークスとケンネットプレートで勝ちを挙げている。
この年の末のチャレンジステークスで2着に終わったのを最後に、競走生活を引退した。

## 種牡馬として
引退翌年の1905年にハーツフォードシャーにあるノーソウハウススタッドで種牡馬となり、その後1908年にジョエルがチャイルドウィックベリースタッドを購入すると、そちらに移された。供用開始当初はのど鳴り持ちであったこともあり、競走成績に見合わぬわずか9ギニーという破格の種付け料にもかかわらず種付け数はそう多くなく、また活躍産駒も1910年のコヴェントリーステークスを勝ったレイディアンシー（Radiancy 1908年生、牝馬）がいる程度であった。
1910年9月、所有者間でサンドリッジを売却する契約が交わされ、翌年にフランスのヴィルボン牧場に送られることが決定した。しかし、その翌年1911年5月に産駒の3歳馬サンスター（Sunstar 1908年生、牡馬）が2000ギニーステークスを優勝、6月にはダービーステークスをも制覇して二冠馬となった。さらに同年6月には同じく産駒の4歳馬サンダー（Sunder 1907年生、牡馬）がジュライカップに優勝し、その売却が早まったものであったと知らしめた。この年、これらの産駒の活躍により、サンドリッジはイギリスのリーディングサイアーに輝いた。また、売却後の1913年にもイギリスサイアーランキングの2位に入っている。
ジョエルは慌てて買い戻そうとしたものの、サンドリッジはすでに現地で人気種牡馬となっていた。のちの1920年に買い戻し、ふたたびチャイルドウィックベリースタッドで種牡馬として繋養されたが、すでに種牡馬としての能力は衰えており、再購入後の2年間で生まれた産駒は9頭だけであった。
それから間もなくの1923年、サンドリッジは25歳のときに麻痺の発作を起こして急死した。遺骸は牧場の、サンスターの母馬ドリスの隣に埋葬された。

### 代表産駒と子孫
サンドリッジの産駒を代表する馬が、前述の二冠馬サンスターである。サンスターは2歳時からエグゼクターステークスなどで勝ちを挙げ、翌年には2000ギニー・ダービーを勝つに至った。しかしダービー直前から腱を痛めており、これを押して出走したダービーの反動で故障が発生、これがもとで引退している。
サンスターは種牡馬としても大いに活躍し、その産駒には2000ギニーやセントジェームズパレスステークスなどに勝ったクレイグアンエラン（Craig An Eran 1918年生、牡馬）や、エクリプスステークス連覇などの勝鞍のあるバカン（Buchan 1916年生、牡馬）、パリ大賞勝ち馬のギャロッパーライト（Galloper Light 1916年生、牡馬）などがいる。
サンスターの子孫らもまた種牡馬・繁殖牝馬として成功し、とくにバカンは1927年のイギリスリーディングサイアーになっている。イギリス国外でも産駒は活躍し、アメリカ合衆国ではノーススター（North Star 1914年生、牡馬）がケンタッキーダービー馬バブリングオーバー（Bubbling Over 1923年生、牡馬）などを出している。バカン産駒のシアンモアは日本に輸出され、フレーモアなどの産駒の活躍により1934年に日本のリーディングサイアーに輝いている。
ほかのサンドリッジの産駒らもまた、競走馬として、また種牡馬・繁殖牝馬として非凡であった。以下はその代表的なものである。
ジェスト
ジェスト（Jest 1910年生、牝馬）は1913年の1000ギニーステークス・オークスを制した二冠牝馬で、それ以外にもブレットバイステークスなど8戦4勝を挙げている。
ジェストは繁殖牝馬としては勝ち上がり産駒を1頭しか出せず、繁殖牝馬として有能であった姉妹たちと比べて低く見られた。しかしその唯一の勝ち上がり馬が、のちにダービーを制するユーモリストであった。また未出走で終わったザテトラーク産駒のチーフルーラー（Chief Ruler 1920年生、牡馬）はニュージーランドで種牡馬となり、ここで現地の1932/1933年シーズンのリーディングサイアーに輝いている。
1921年の秋ごろに死亡した。奇しくもユーモリストがダービー制覇後に急死した、その数か月後であった。
サンブライア
サンブライア（Sun Brair 1915年生、牡馬）はフランスのオーナーブリーダーであったマルセル・ブサックが生産した馬の一頭で、ウィリアム・シャープ・キルマーに購入されて渡米、アメリカで競走生活を送った馬であった。おもな勝ち鞍にサラトガスペシャルやホープフルステークスといった2歳戦の競走が多数ある。
購入当初より関係者らに大きく期待をかけられ、ケンタッキーダービーの制覇も期待されて、その方向で調整が行われていた。しかし同馬の併せ馬用に用意されていたエクスターミネーターのほうが動きがよく、急遽サンブライアを休養にあてたところ、代役で出したはずのエクスターミネーターが優勝、その後も活躍を繰り広げ、逆にサンブライアがエクスターミネーターの引き立て役になってしまった。ただしサンブライア自身もそれで終わらず、その後トラヴァーズステークスやデラウェアハンデキャップといった大競走で勝ちを挙げている。
引退後はキルマーの牧場で種牡馬となり、賞金王となったサンボウを始めとするよい産駒に恵まれた。しかし産駒らは種牡馬としては成功せず、父系は続かなかった。
サンリー
サンリー（Sunreigh 1919年生、牡馬）はサンブライアの全弟にあたるフランス産馬で、サンブライアの近親に興味を持ったキルマーが、母スウィートブライアと併せて購入した馬であった。しかし、サンリーは競走において勝ちを挙げることができず、早々と引退して種牡馬となった。
種牡馬としても結果を出す前に急死し、わずか14頭の産駒しか残さなかった。しかしそのうちの一頭がケンタッキーダービー馬リーカウントで、そのリーカウントから史上6頭目となるアメリカ三冠馬カウントフリートが出ている。
レディジョセフィーン
レディジョセフィーン（Lady Josephine 1912年生、牝馬）はアイルランド産の牝馬。ドンカスターのイヤリングセールで1700ギニーで売られ、イギリスで競走生活を送った馬であった。競走馬としては2歳時に強さを見せ、コヴェントリーステークスなどステークス競走4勝を挙げた。一方、3歳に入ってからは入着もなく、1戦のみであった。
その後ニューマーケットのジュライセールで1200ギニーで売却され、繋養先のスレッドメアスタッドで、1932年に没するまでに7頭の産駒を産んだ。このうち4頭の産駒が勝ち上がりを決めたが、特筆すべきはムムタズマハルとレディジュラー（Lady Juror 1919年生、牝馬）の牝馬2頭で、前者は2歳戦で無類の強さを誇り、後者もジョッキークラブステークスなどで優勝し、サンドリッジが1923年のリーディングブルードメアサイアーに選出される一因となった。
その2頭は繁殖牝馬としても非常に優れ、ムムタズマハルはサセックスステークス勝ち馬バドルディン（Badruddin 1931年生、牡馬）など、レディジュラーはフェアトライアルなどを出している。また、牝系としてもともに発展しており、ナスルーラやロイヤルチャージャー、テューダーミンストレルといった多くの名馬を輩出している。
サンドリッジの父系の影響力は大きく、その後もしばらく全世界に存在したが、時代の経過により衰退し、現在では大舞台でその子孫を見ることはできなくなっている。一方で前述のレディジョセフィーンを通した牝系は現在も残っており、その牝系を通してサンドリッジの血統は現代に遺されている。

## 評価

### おもな勝鞍
※当時はグループ制未導入
1900年（2歳） 1戦0勝
1901年（3歳） 9戦4勝
ヒースハイウェイトハンデキャップ、チェスター伯爵ウェルターハンデキャップ、ジュライハンデキャップ、チャッツワースプレート
2着 - ポートランドプレート
1902年（4歳） 9戦3勝
テディントンプレート、ジュライカップ、チャッツワースプレート（連覇）
2着 - チャレンジステークス、スチュワーズプレート
1903年（5歳） 7戦5勝
テディントンプレート（連覇）、ロイヤルステークス、キングススタンドステークス、ジュライカップ（連覇）、デワーレンハンデキャップ
2着 - マッチレース（対ルブリゾン）
1904年（6歳） 9戦5勝
キングススタンドステークス（連覇）、ジュライカップ（3連覇）、デワーレンハンデキャップ（連覇）、スネイルウェルステークス、ケンネットプレート
2着 - ポートランドプレート、チャレンジステークス

### 種牡馬成績
- 1911年 - イギリスリーディングサイアー
- 1923年 - イギリスリーディングブルードメアサイアー

## 血統

### 血統表
| サンドリッジの血統（キングファーガス系（エクリプス系） / Newminster 4x4x5=15.63%、 Stockwell・Rataplan 4x4x4x5=21.88%、 Orlando 5x5=6.25%） | サンドリッジの血統（キングファーガス系（エクリプス系） / Newminster 4x4x5=15.63%、 Stockwell・Rataplan 4x4x4x5=21.88%、 Orlando 5x5=6.25%） | サンドリッジの血統（キングファーガス系（エクリプス系） / Newminster 4x4x5=15.63%、 Stockwell・Rataplan 4x4x4x5=21.88%、 Orlando 5x5=6.25%） | （血統表の出典）     | （血統表の出典） |
| 父 Amphion 1886 栗毛 イギリス | 父の父Rosebery 1872 鹿毛 イギリス | Speculum | Vedette              | Vedette          |
| 父 Amphion 1886 栗毛 イギリス | 父の父Rosebery 1872 鹿毛 イギリス | Speculum | Doralice             |                  |
| 父 Amphion 1886 栗毛 イギリス | 父の父Rosebery 1872 鹿毛 イギリス | Ladylike | Newminster           | Newminster       |
| 父 Amphion 1886 栗毛 イギリス | 父の父Rosebery 1872 鹿毛 イギリス | Ladylike | Zuleika              |                  |
| 父 Amphion 1886 栗毛 イギリス | 父の母Suicide 1876 青鹿毛 イギリス | Hermit | Newminster           | Newminster       |
| 父 Amphion 1886 栗毛 イギリス | 父の母Suicide 1876 青鹿毛 イギリス | Hermit | Seclusion            |                  |
| 父 Amphion 1886 栗毛 イギリス | 父の母Suicide 1876 青鹿毛 イギリス | The Ratcatcher's Daughter | Rataplan             | Rataplan         |
| 父 Amphion 1886 栗毛 イギリス | 父の母Suicide 1876 青鹿毛 イギリス | The Ratcatcher's Daughter | Lady Alicia          |                  |
| 母 Sierra 1889 栗毛 イギリス | 母の父Springfield 1873 鹿毛 イギリス | St. Albans | Stockwell            | Stockwell        |
| 母 Sierra 1889 栗毛 イギリス | 母の父Springfield 1873 鹿毛 イギリス | St. Albans | Bribery              |                  |
| 母 Sierra 1889 栗毛 イギリス | 母の父Springfield 1873 鹿毛 イギリス | Viridis | Marsyas              | Marsyas          |
| 母 Sierra 1889 栗毛 イギリス | 母の父Springfield 1873 鹿毛 イギリス | Viridis | Maid of Palmyra      |                  |
| 母 Sierra 1889 栗毛 イギリス | 母の母Sanda 1878 栗毛 イギリス | Wenlock | Lord Clifden         | Lord Clifden     |
| 母 Sierra 1889 栗毛 イギリス | 母の母Sanda 1878 栗毛 イギリス | Wenlock | Mineral              |                  |
| 母 Sierra 1889 栗毛 イギリス | 母の母Sanda 1878 栗毛 イギリス | Sandal | Stockwell            | Stockwell        |
| 母 Sierra 1889 栗毛 イギリス | 母の母Sanda 1878 栗毛 イギリス | Sandal | Lady Evelyn F-No.2-g |                  |

### 父母について
父系の4代前にあたるヴィデットは名種牡馬ガロピンを出したが、それ以外にはほとんど活躍馬を出せなかった種牡馬であり、ガロピンのほかにはグッドウッドカップを勝った1865年生のスペキュラム（サンドリッジの3代前にあたる）がいる程度であった。そのスペキュラムは産駒のセフトンがダービーステークスに勝つなどの活躍もあり、1878年のイギリスリーディングサイアーに輝いている。
サンドリッジの父アンフィオン（アンピオンとも読まれる）は、一部資料上では「父ローズベリー、またはスペキュラム」と記載されている。これは当初アンフィオンの母であるスーサイドにスペキュラムを種付けする予定であったが、その種付け中に急死したため、代打としてスペキュラム産駒のケンブリッジシャーハンデキャップ勝ち馬である、ローズベリーがあてがわれたためである。
アンフィオンは4年間の競走生活で24戦14勝を挙げている。おもな勝鞍に、セインフォイン・シュアフートのクラシック優勝馬2頭を抑えて勝ったハードウィックステークスや、二冠牝馬メモワールらを破ったランカシャープレート、チャンピオンステークスなどがある。
アンフィオンは引退後はドーセットにあるコンプトンスタッドで種牡馬となり、1906年に没するまでそこそこの成功を収めていた。アンフィオン自身は幅広い長距離での勝鞍もあったが、産駒は短距離を得意とする早熟馬が多い傾向にあり、サンドリッジのほかにもニューマーケットステークス優勝馬ラリー（Lally 1903年生、牡馬）や、サンドリッジと何度も対戦したデュードネ（Dieudonne 1895年生、牡馬）などがいる。また母の父としても影響を残しており、ダークレジェンドやケルト、ビューチフルドリーマーなどがアンフィオンを母の父に持っている。
母シエラはヴィクトリア女王の生産馬の一頭で、セインフォインの全妹にあたる馬であった。片側の鼻孔に異常があり、呼吸に難があったため、競走馬とならずにそのまま繁殖牝馬となっている。1893年にサンドリッジの全姉アンフォーラ (Amphora) を産んだのち、1894年にサミュエル・スコット卿に購入された。1905年にサンドリッジの全弟エルムスティード (Elmstead) を産んだ直後に死亡している。産駒はサンドリッジのほか、前述のアンフォーラやエルムスティード（ともにスチュワーズカップ勝ち）がステークス競走勝ちを収めている。